# Indicador de Zenker
L'indicador de Zenker (Melignomon zenkeri) és una espècie d'ocell de la família dels indicatòrids (Indicatoridae) que habita els boscos del sud de Camerun, Guinea Equatorial, nord de Gabon, República Centreafricana, nord i est de la República Democràtica del Congo i oest d'Uganda.